# Heinrich Isaacks
Heinrich Isaacks (auch Isaacs, meist Heini genannt; * 3. Mai 1985 in Windhoek) ist ein ehemaliger namibischer Fußballspieler und Nationalspieler seines Landes.
Heinrich Isaacks spielte ab dem 1. September 2006 für den Zweitligisten Sønderjysk Elitesport in Dänemark. Er wurde zunächst für ein Jahr ausgeliehen und sollte den Verein, der in der Saison zuvor abgestiegen war, wieder in die Superliga bringen. Doch er kam nur 9 Mal zum Einsatz und der Verein verpasste den Aufstieg. Zwar blieb er ein weiteres Jahr in Dänemark, aber nachdem Sønderjysk 2008 in die höchste Liga aufgestiegen war, kehrte Isaacks in seine Heimat zum Civics FC zurück.

## Erfolge
In der Spielzeit 2005/06 wurde Isaacks unter Leitung von Helmuth Scharnowski mit den Civics FC namibischer Fußballmeister. Er erzielte in diesem Jahr 20 Tore und wurde zu Namibias Fußballer des Jahres gewählt. 2012 wurde erneut zum Fußballer des Jahres gewählt.